# Februarirevolutie (1917)
De Februarirevolutie (Russisch: Февральская революция, Fevralskaja revoljuzija) van 1917 was het begin van de Russische Revolutie. In de Sovjet-Unie werd de Februarirevolutie ook wel de Democratische Bourgeoisierevolutie van 1917 genoemd. Het resultaat van de Februarirevolutie was het gedwongen aftreden van tsaar Nicolaas II. De revolutie vond plaats van 8 tot 15 maart (23 februari tot 2 maart oude kalender). In Petrograd (toenmalige naam van Sint-Petersburg) vielen er 1.443 dodelijke slachtoffers. In dit artikel worden de data weergegeven volgens de oude juliaanse kalender die toentertijd gangbaar was in keizerrijk Rusland.

## Achtergrond

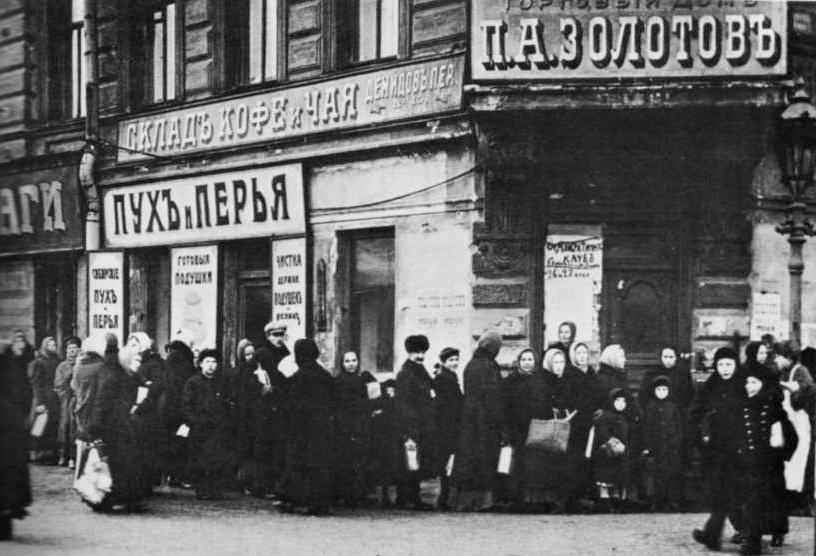
Broodrij in januari of februari 1917.

De Russische deelname aan de Eerste Wereldoorlog leidde tot meer dan twee miljoen doden onder de Russische soldaten. De bevoorrading van het front was slecht en de Russische wapenindustrie had niet genoeg capaciteit om voldoende munitie en wapens te produceren. Russische soldaten moesten zich beperken tot tien schoten per dag. De Russische kampementen werden geteisterd door epidemieën van vlektyfus en cholera. De nederlagen en grootschalige Russische slachtoffers zorgden voor grote ontevredenheid bij de Russische bevolking. Deze ontevredenheid werd verder versterkt door de toename van misdaad, ineenstorting van het transportsysteem, prijsstijgingen en het gebrek aan voedsel, kleding en brandstof voor de Russische burgers. Het tsaristische regime drukte veel geld bij, zodat de geldhoeveelheid verachtvoudigde en dat leidde tot hoge inflatie. Doordat militaire transporten prioriteit kregen boven civiele transporten kwam het vaak voor dat grote hoeveelheden voedsel aan het rotten waren, omdat alle locomotieven in gebruik waren voor militaire transporten. Tussen 1914 en 1916 daalde de calorie-inname van ongeschoolde arbeiders met een kwart en het kindersterftecijfer verdubbelde. Er waren complottheorieën dat de regering was geïnfiltreerd door Duitsers onder leiding van tsarina Alexandra Fjodorovna en Grigori Raspoetin die zich schuldig zouden maken aan sabotage, spionage en het liegen tegen de tsaar.
Op 17 oktober 1916 was er een staking in Petrograd die door de politie werd aangevallen met sabels en zwepen. Soldaten in een nabijgelegen kazerne zagen de politieaanval en traden buiten hun kazerne om de stakers te verdedigen tegen de aanvallende politie. Ongeveer 190 soldaten werden later gearresteerd. Tegen het politiegeweld en de arrestatie van de soldaten werd op 19 oktober een staking georganiseerd met 75.000 stakers uit 63 fabrieken.
Op 9 januari 1917 was er een staking met 140.000 stakers tegen de slechte omstandigheden en als herdenking van de Bloedige Zondag van 1905. De economische problemen zorgden ervoor dat er in de steden een tekort ontstond van brandstof, kleding, vlees en brood. De bakkerijen in Petrograd hadden een tekort aan brood, omdat de meeltoevoer en brandstoftoevoer haperden door problemen op het spoor. Mensen moesten urenlang in lange rijen staan om aan brood te komen. Sommige vrouwen hadden een hele nacht in de vrieskou doorgebracht om ’s morgens te horen dat er geen brood was. Het was een van de koudste winters met een gemiddelde temperatuur in Petrograd van bijna -30 graden Celsius in februari. Op 19 februari maakten de autoriteiten van Petrograd bekend dat het brood zou worden gerantsoeneerd vanaf 1 maart. Dit versterkte de geruchten dat er geen meelvoorraden meer waren en er werden bakkerijen geplunderd. Op 22 februari 1917 was er een lock-out in de Poetilov-fabrieken die de eigenaren hadden afgeroepen wegens een arbeidsconflict.

## Verloop van de revolutie

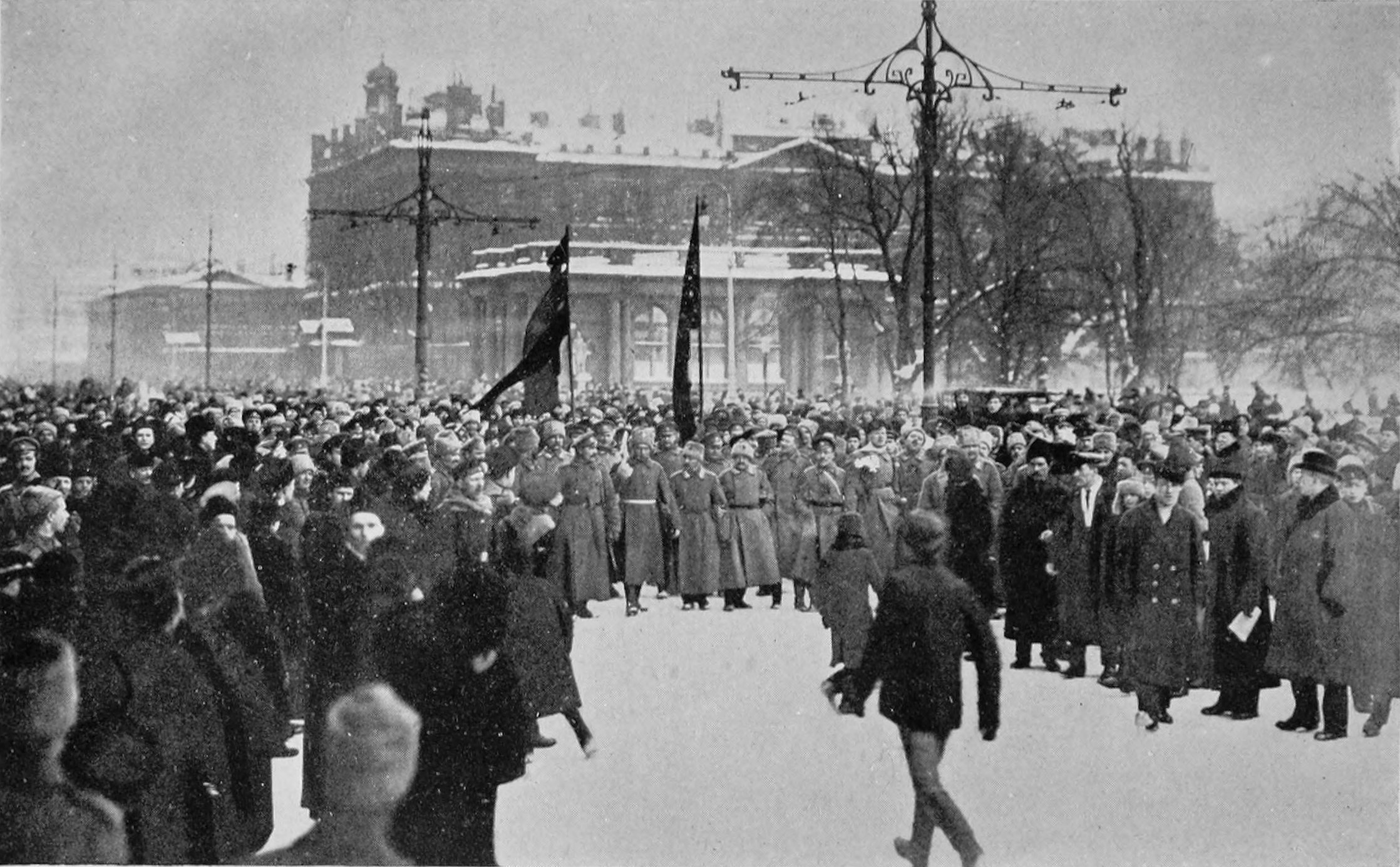
Menigte op de Nevski Prospekt

### 23 februari
Op donderdag 23 februari (8 maart nieuwe stijl) was het Internationale Vrouwendag. Grote aantallen vrouwen demonstreerden in het stadscentrum van Petrograd voor gelijke rechten. De demonstrerende vrouwen waren voornamelijk arbeidsters, maar er waren ook veel boerinnen en studentes aanwezig. Op dezelfde dag staakten vrouwelijke arbeiders in de Petrogradse buitenwijk Vyborg tegen het broodtekort. Zij overtuigden de mannelijke arbeiders van de nabijgelegen staalfabrieken om mee te doen met de staking. Tegen het einde van de middag demonstreerden ongeveer 100.000 mensen. Toen de demonstranten van de Vyborg-wijk de Litejnybrug wilden oversteken om naar het centrum van Petrograd te gaan, kwamen ze in conflict met politieagenten en werden ze teruggedrongen. Een deel van de demonstranten ging naar huis toe, terwijl duizenden demonstranten over de bevroren rivier liepen om bij het centrum te komen. Zij sloten zich aan bij de vrouwelijke demonstranten op de Nevski Prospekt.
De autoriteiten stuurden de politie en de bereden Kozakken naar Nevski Prospekt. De Kozakken reden dreigend op de vrouwen af, maar stopten opeens en keerden zich om. Door de weifelende houding van de Kozakken werden de demonstranten zelfverzekerd en ze daagden de Kozakken uit. De leuze “Brood!” werd aangevuld met “Weg met de tsaar!”.

### 24 februari
De volgende dag gingen de arbeiders vanuit de arbeiderswijken richting het stadscentrum van Petrograd. Een klein aantal arbeiders waren gewapend met messen, moersleutels, hamers en stukken ijzer. Op die dag gingen 150.000 demonstranten de straat op. Op de Litejnybrug versloegen 40.000 arbeiders een brigade, terwijl andere demonstranten zich een doorgang vochten op de Troiitskibrug. Toen de grote mensenmassa’s de Nevski Prospekt hadden bereikt werden ze aangevallen door ervaren Kozakken die de demonstranten uit elkaar wilden jagen. Maar elke keer dat de Kozakken moesten stoppen met een charge, verzamelden de demonstranten zich weer. Naast arbeiders demonstreerden ook kinderen, studenten, winkeliers en bankbedienden.

### 25 februari

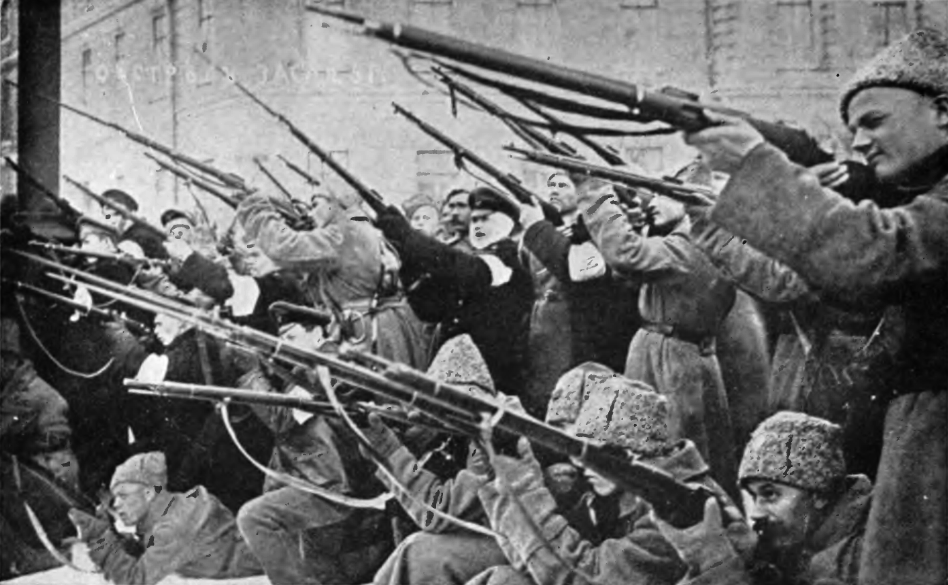
Muiters vallen de politie aan gedurende de Februarirevolutie.

Op zaterdag 25 februari werd er gestaakt in alle grote fabrieken van Petrograd en veel winkels waren gesloten. Ongeveer 200.000 mensen deden mee aan de staking en demonstraties. Er werden leuzen geroepen voor brood; het vertrek van de tsaar en voor vrede. Er vonden gevechten plaats tussen demonstranten en politieagenten. De demonstranten probeerden de soldaten over te halen om hun kant te kiezen. Het stadscentrum werd overgenomen door de demonstranten. Een deel van de demonstranten ging naar het plein voor de Kazankathedraal, maar de weg werd geblokkeerd door een regiment van Kozakken. Uit de demonstrerende menigte kwam een meisje met een rood boeket. De menigte vroeg zich af of de Kozakken het meisje zouden beschieten. In plaats daarvan nam de officier het boeket van het meisje aan, wat met gejuich door de demonstrerende menigte werd ontvangen.
Dragonders schoten bij de winkelstraat Gostiny Dvor op de betogers, waarbij drie demonstranten gedood werden. Bij het stadhuis werden negen burgers doodgeschoten. Een grote groep soldaten sloot zich aan bij de demonstranten; andere soldaten weigerden op de menigten te schieten en andere soldaten schoten expres in de lucht in plaats van op de bevolking. Op het Znamenskiplein werden demonstranten aangevallen door de bereden politie, maar de politieagenten werden aangevallen door een groep Kozakken. De bereden politie werd hierdoor gedwongen om te vluchten. De politiecommandant van deze groep werd vermoord door de Kozaksoldaten.
De baas van de politie Sjalfejev reed bij de Litejnybrug recht op de demonstranten in, waarop de demonstranten uitweken en daarna Sjalfejev omsingelden. Sjalfejev viel de demonstranten aan met zijn zweep om uit de menigte te ontsnappen, maar de demonstranten trokken hem van zijn paard af. Sjalfejev werd geslagen met houten planken en werd met zijn eigen dienstwapen doodgeschoten door een demonstrant. De Kozakken die de brug bewaakten grepen niet in.

### 26 februari

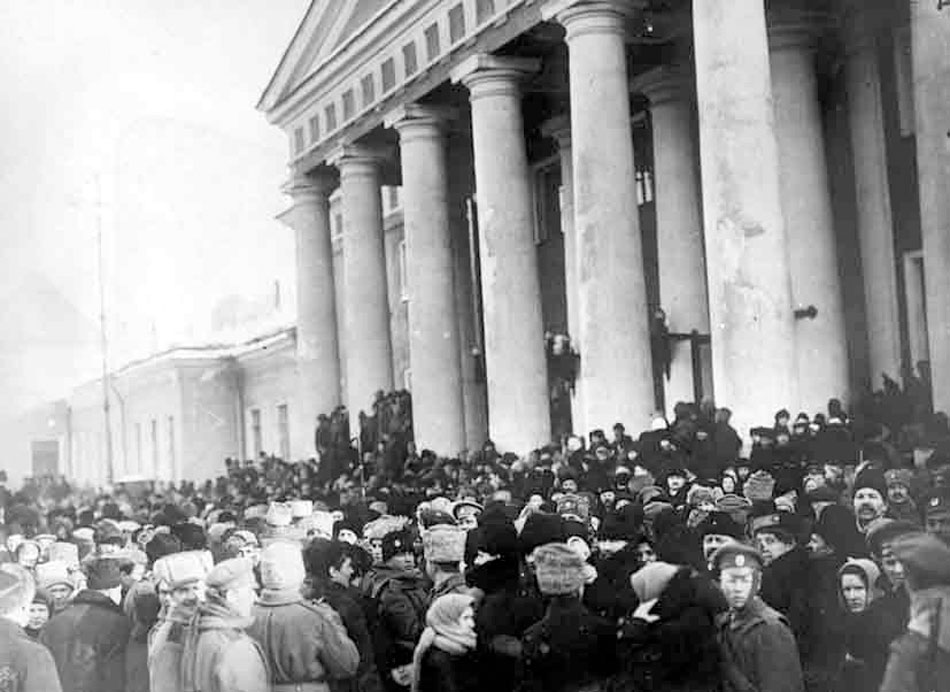
Bijeenkomst bij het Taurische Paleis

Op zondag 26 februari bezetten de politie en het leger iedere kruispunt in Petrograd. In de ochtend van 26 februari werd het Russische parlement (de Doema) - destijds gezeteld in het Taurisch Paleis - opgeheven door de tsaar. Dit leidde tot meer animo voor mensen om de demonstraties en gevechten tegen de troepen te steunen. Tegen de middag kwamen grote arbeidersmenigten samen in Petrograd. De grootste groep kwam samen op de Nevski Prospekt, waarbij zij onder vuur werden genomen door machinegeweren. De demonstranten scholen zich in gebouwen en vele mensen gooiden stenen en stukken ijs naar de politie en soldaten. Op het Znamenskiplein werden meer dan 50 betogers doodgeschoten door tsaristische troepen. Ook op andere plekken in Petrograd werden tientallen demonstranten doodgeschoten.
Sommige demonstranten drongen de kazerne van het Pavlovskiregiment binnen en wisten de aanwezige soldaten te overtuigen om in actie te komen tegen de politie en de loyale soldaten. Soldaten van het regiment schoten op de politie en wisten een politieagent te doden. Toen deze soldaten teruggingen naar de kazerne om meer troepen te bewegen tot muiterij werden zij aangevallen door loyale troepen. Negentien muiters werden opgesloten in de Petrus-en-Paulusvesting. Verschillende pelotons die op de demonstranten hadden geschoten, besloten om nieuwe bevelen voor het schieten op burgers te weigeren. Een deel ging muiten en schoten verschillende officieren dood. In totaal zijn er honderden mensen doodgeschoten op 26 februari.

### 27 februari

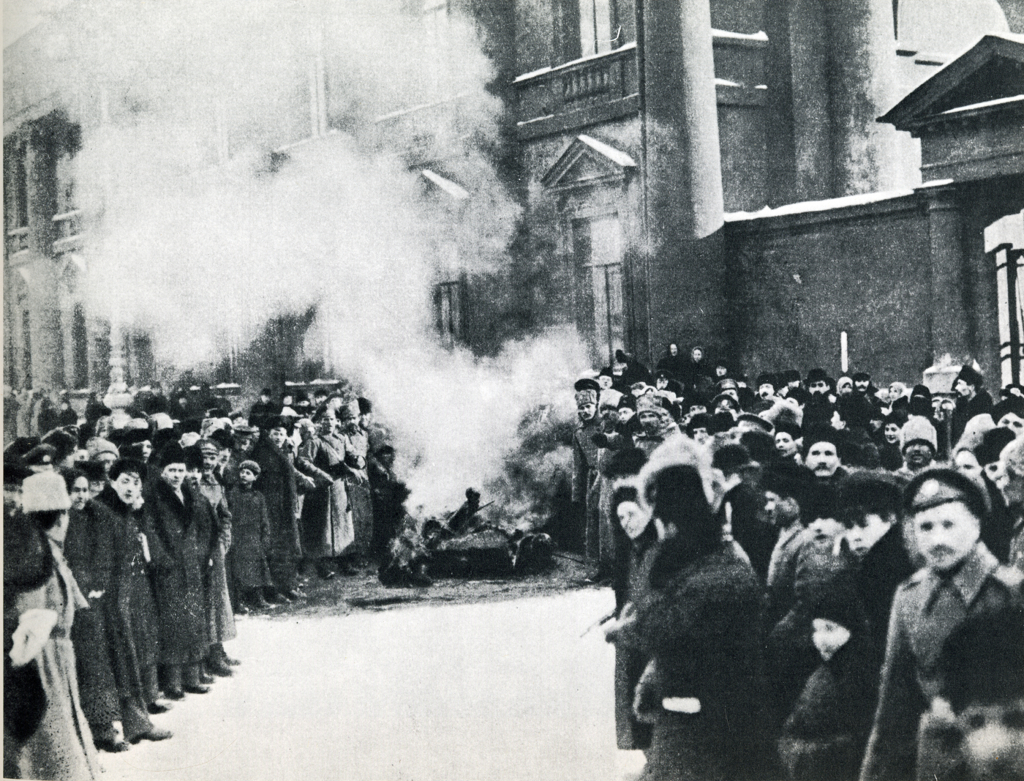
Verbranding van monarchistische symbolen op 27 februari (o.s.)

Op 27 februari was de regering bijna geheel machteloos in Petrograd door de muiterijen. Muitende soldaten en betogers vielen samen arsenalen aan, waarbij zij ongeveer 40.000 geweren en 30.000 revolvers buit maakten. Bij de bestorming van wapenfabrieken kregen de opstandelingen nog eens 100.000 geweren tot hun beschikking. De telefooncentrale en treinstations werden bezet door de opstandelingen. Demonstranten werden beschoten door sluipschutters die op daken zaten. De opstandelingen bestormden de gebouwen en gooiden de sluipschutters van de daken af. Politiebureaus en andere gebouwen werden in brand gestoken. Gevangenissen werden vernield en 8.000 gevangenen werden vrijgelaten. Gewapende plunderaars braken in winkels en huizen van rijke burgers.
Op het Znamenskiplein kwamen politieagenten en twee regimenten van het leger samen. Toen de politiecommandant opdracht gaf om de demonstrerende menigte aan te vallen, riep de aanvoerder van de soldaten: “Val de politie aan.” De politieagenten werden overmeesterd door de twee legerregimenten. De tsaristische autoriteiten stuurden meerdere regimenten naar Petrograd, maar het spoorwegpersoneel weigerde om de soldaten te transporteren. Symbolen van de monarchie werden van gebouwen gesloopt en tsaristische vlaggen werden verscheurd, waarbij de rode balk van de tsaristische nationale vlag werd gebruikt als rode vlag. Standbeelden werden van hun sokkel gelicht of onthoofd.
Ook in Kronstadt en Helsinki waren grote demonstraties en muiterijen, waarbij honderden officieren werden vermoord door muiters.
De politieke partijen hadden nauwelijks aandeel in de opstand. Bijna alle socialistische leiders werden verrast door de revolutie en de belangrijkste leiders zaten in het buitenland of in Siberië. De belangrijkste bolsjewistische leiders zaten in het buitenland, zoals Vladimir Lenin, Anatoli Loenatsjarski, Aleksej Rykov en Nikolaj Boecharin. Ook de mensjewieken Julius Martov en Lev Trotski zaten in het buitenland. Andere leiders waren verbannen door de regering naar Siberië, zoals de mensjewieken Fyodor Dan, Abraham Gots en Irakli Tsereteli. Ook de bolsjewieken Jozef Stalin en Lev Kamenev zaten in ballingschap in Siberië.
Op 27 februari kwamen socialistische leiders bijeen bij het Taurische Paleis in Petrograd. Voor het Taurische Paleis waren er 25.000 mensen verzameld op zoek naar politieke leiding van de revolutie. De mensjewieken Chroestaljov-Nosar en Nikoloz Tsjcheidze, naast de Arbeidgroepleiders zoals Aleksandr Kerenski waren er. Zij richten toen de Sovjet van Petrograd op. Bij de eerste vergadering van de Petrogradse Sovjet waren er 50 stemgerechtigden en 200 toeschouwers. De Georgische mensjewiek Tsjcheidze werd voorzitter van de sovjet. Het uitvoerende comité bestond uit 6 mensjewieken, 2 sociaal-revolutionairen, 2 bolsjewieken en vijf partijlozen. Het doel van dit comité was de organisatie voor verkiezingen voor de sovjet. Op die dag werd de eerste krant van de Sovjet uitgegeven, genaamd Izvestia. Dit was de enige krant die op grote schaal verspreid werd op 27 februari.

### 28 februari

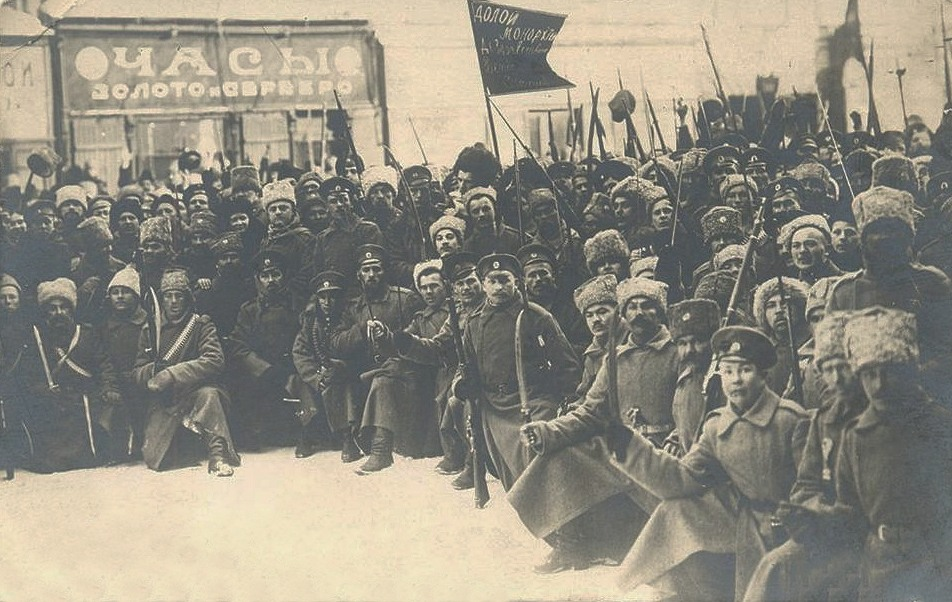
Soldaten in Petrograd tijdens de Februarirevolutie

Toen sluipschutters op 28 februari vanaf het Astoriahotel op de voorbijgangers schoten, werd het hotel bestormd door muitende soldaten en de aanwezige tientallen officieren werden vermoord. Ook werd de Petrus-en-Paulusvesting bezet door de opstandelingen.
De Sovjet van Petrograd kwam samen in de linkervleugel van het Taurische Paleis. Bij de vergadering waren er ‘s middags ongeveer 600 afgevaardigden gekozen door de arbeiders en soldaten. Op dezelfde dag werd het uitvoerende comité van de Petrogradse Sovjet aangevuld met volkssocialisten, troedoviken, sociaal-revolutionairen, Bund-leden, mensjewieken en onafhankelijke sociaaldemocraten. Op de avond van 28 februari domineerden de soldatenafgevaardigden de vergadering, want twee derde van de stemgerechtigden bestond uit soldaten. Het aantal afgevaardigden zei niks over het aantal kiezers, want een groep van tien soldaten kon al een afgevaardigde hebben, terwijl een fabriek met duizenden werknemers slechts een afgevaardigde had. ’s Avonds had de Sovjet meer dan 3000 leden.
In de rechtervleugel van het Taurische Paleis kwam een aantal leden van de Doema samen. Zij weigerden om het bevel van de tsaar tot de opheffing van de Doema op te volgen. Het kleine aantal Doemaleden riep zichzelf uit tot de officiële leiding van het land. De Doema beval de arrestatie van de ministers en de ministers werden opgesloten in de Petrus-en-Paulusvesting. De Doema riep de soldaten op om terug te keren naar hun regimenten. De soldaten waren bang dat ze gestraft zouden worden voor muiterijen. De Petrogradse Sovjet publiceerde Wet nr. 1 waarbij de soldaten vrij werden gesteld van vervolging wegens daden tijdens de Februarirevolutie. De wet gaf ook aan dat de soldaten alleen de autoriteit erkenden van de Sovjet.

### 1 maart

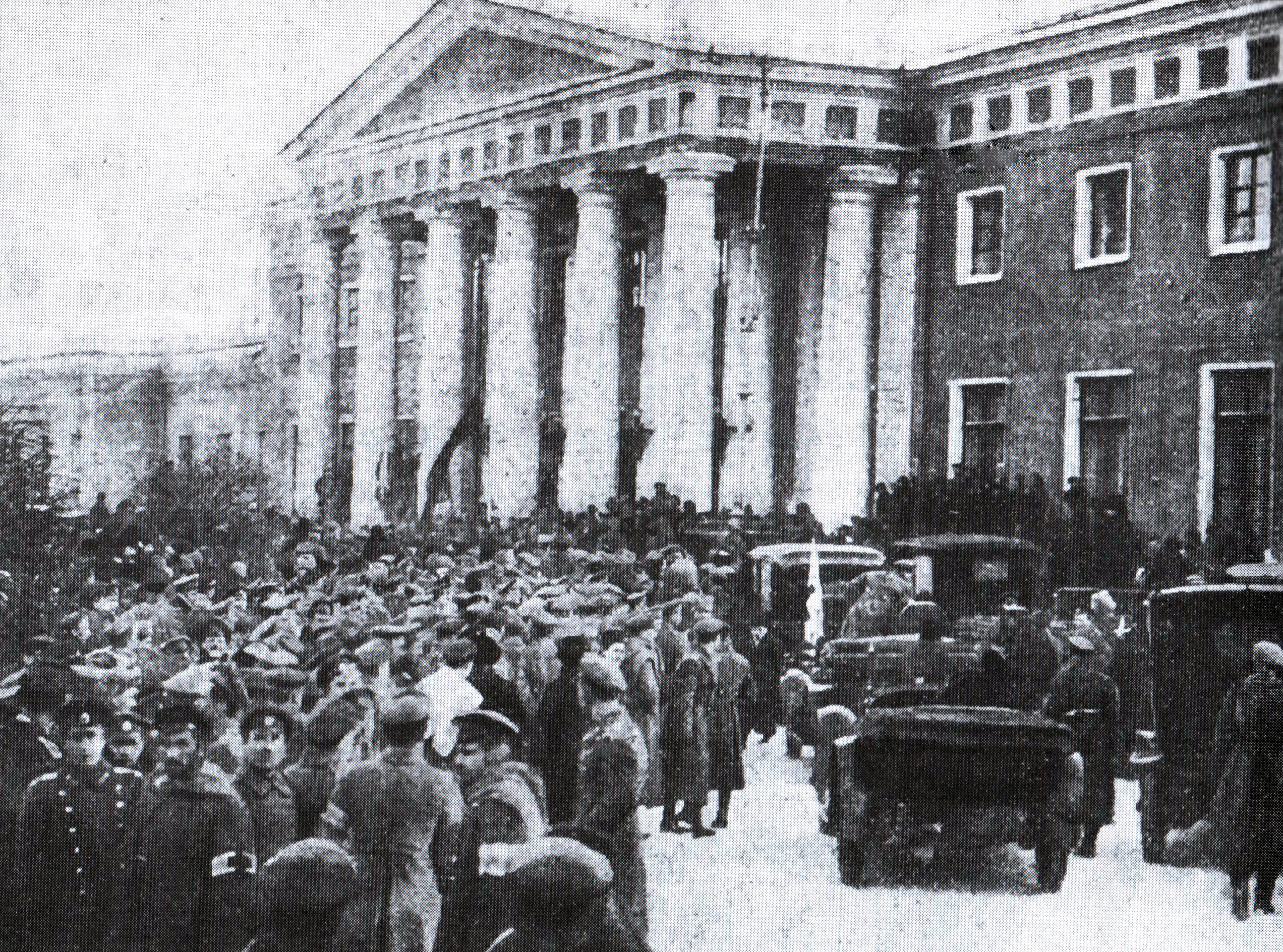
Samenkomst op 1 maart (o.s.) bij de Doema

De Sovjet van Petrograd en de Doema sloten op 1 maart een overeenkomst, waarbij de Petrogradse Sovjet zijn toestemming verleende aan de oprichting van een regering. De Doemaleden aanvaardden de eisen van de Petrogradse Sovjet die luidden:

1) onmiddellijke amnestie voor alle politieke gevangen;

2) onmiddellijke vrijheid van meningsuiting, van vergadering, en persvrijheid;

3) onmiddellijke afschaffing van alle beperkingen gebaseerd op klasse, religie en nationaliteit;

4) onmiddellijke voorbereidingen voor de bijeenroeping van een Constituante, gekozen door middel van viervoudig kiesrecht (universeel, rechtstreeks, geheim en gelijk) om de regeringsvorm en de grondwet van het land te bepalen;

5) afschaffing van alle politieorganisaties en in plaats daarvan de oprichting van een volksmilitie met gekozen officieren die verantwoording schuldig zijn aan de organen van lokaal zelfbestuur;

6) verkiezingen van deze organen door middel van viervoudig kiesrecht;

7) garanties dat de legereenheden die hebben deelgenomen aan de revolutie niet ontwapend of naar het front gestuurd zullen worden;

8) erkenning van volledige burgerrechten buiten dienst.

- Geciteerd uit: Orlando Figes: Tragedie van een volk: De Russische Revolutie 1891 - 1924; 1996; tweede druk 2008; blz. 422.

Op dezelfde dag waren er muiterijen aan het front in het noorden. Opperbevelhebber generaal Michail Aleksejev ondernam nauwelijks actie tegen de muiterijen en demonstraties in Petrograd en Kronstadt, omdat Aleksejev bang was dat de uitgezonden soldaten zouden gaan muiten en dat de muiterijen zou verspreiden naar het front.

### 2 maart

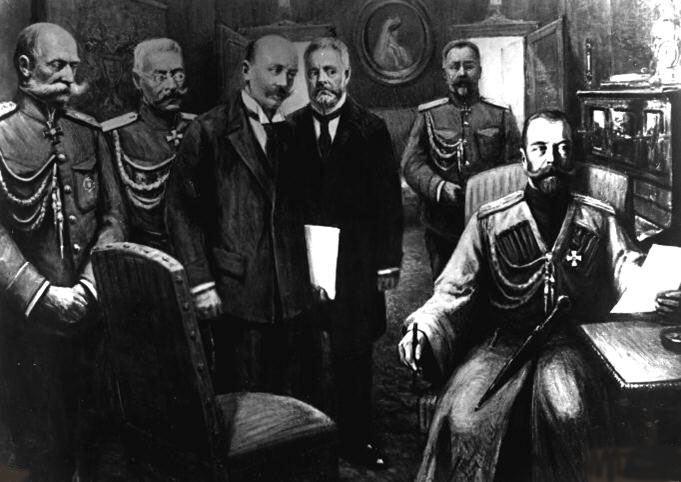
Tekening over de troonafstand van Nicolaas II

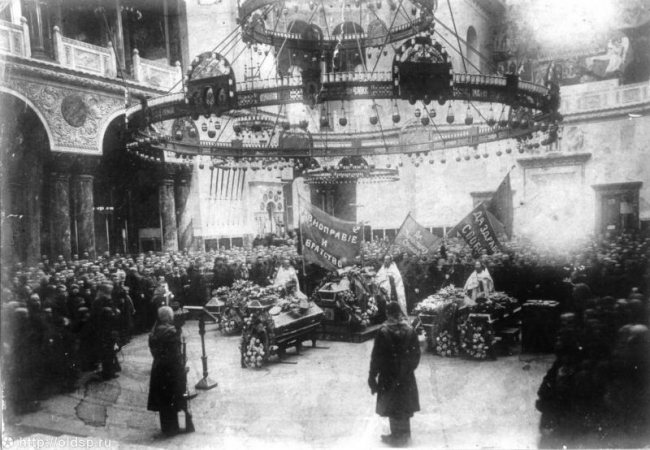
Begrafenis van revolutionaire slachtoffers van de Februarirevolutie in Kronstadt

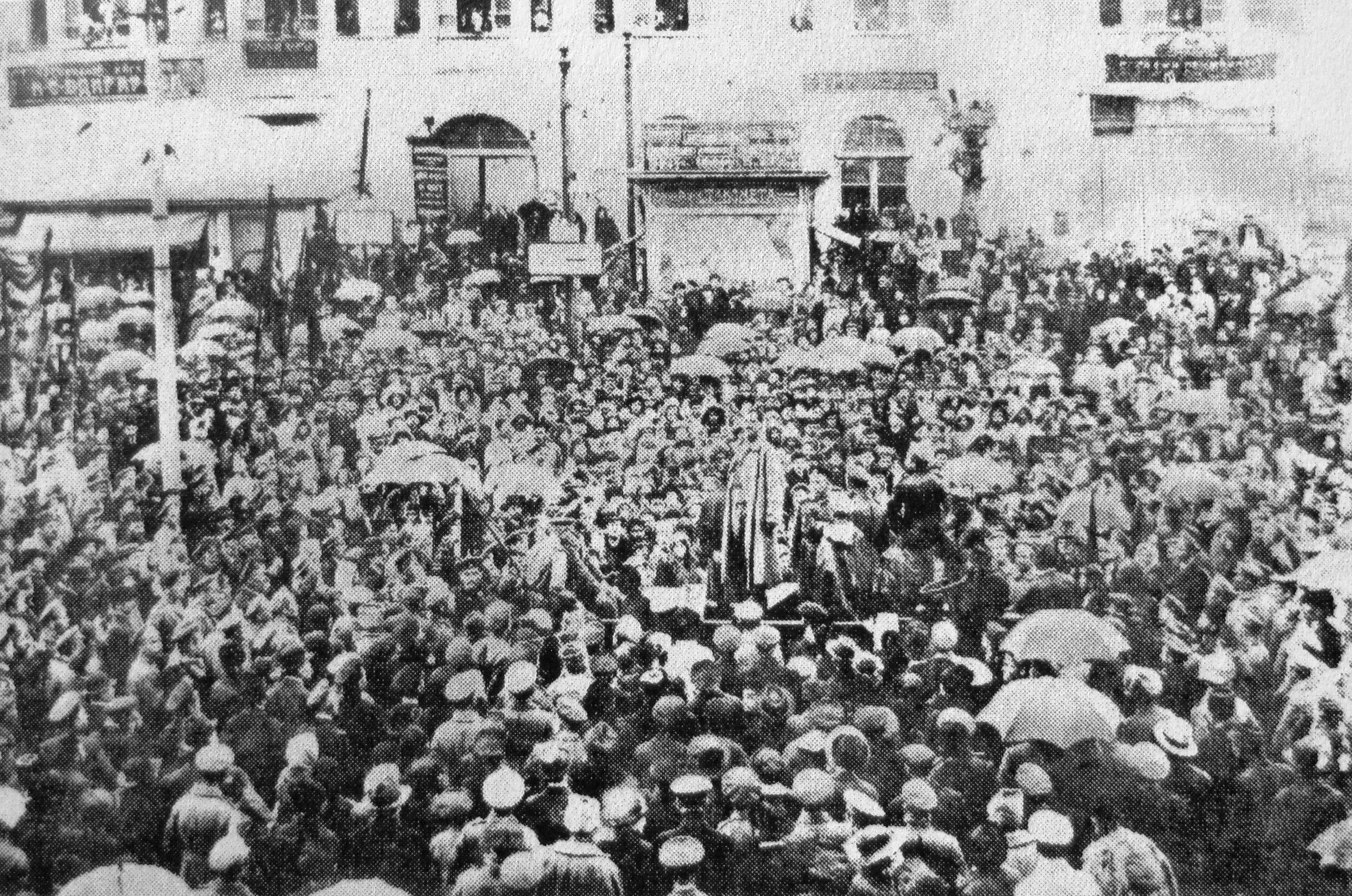
Een demonstratie tegen de monarchie in Tbilisi (Georgië) in februari 1917

Op 2 maart werd de Voorlopige Regering gevormd en alle leden namen op persoonlijke titel zitting. De liberaal Georgi Lvov werd de minister-president. De enige socialist in de regering was Aleksandr Kerenski, die de leider was van de troedoviken en ook lid was van de Sociaal-Revolutionaire Partij. Kerenski was de enige persoon die zowel lid was van de Doema, de Voorlopige Regering en de Petrogradse Sovjet. De Sovjet van Petrograd gaf toestemming aan Kerenski om zitting te nemen in de Voorlopige Regering en dat hij lid bleef van het uitvoerende comité van de Petrogradse Sovjet.
In Moskou viel het tsaristische regime na twee dagen demonstraties, waarbij er bijna geen doden vielen.
Op 2 maart stuurde de Doema twee afgevaardigden naar tsaar Nicolaas II met de eis dat hij aftrad ten gunste van kroonprins Aleksejev. De jongste broer van tsaar zou als regent optreden. De meeste generaals gaven aan de tsaar het advies om af te treden. De tsaar vroeg aan de hofarts of de ziekte van de kroonprins te genezen was. De hofarts antwoordde dat de kroonprins niet genezen kon worden van hemofilie en vertelde dat de kroonprins vermoedelijk niet lang meer te leven had. De hofarts sprak zijn twijfel uit over dat Nicolaas na zijn aftreden bij zijn familie mocht blijven als Aleksejev de tsaar zou worden. Daarop besloot Nicolaas om af te treden namens zichzelf en zijn zoon. Hij gaf aan dat zijn jongere broer Michail nu officieel de tsaar werd. Juridisch was het verboden voor Nicolaas om zijn titel af te geven aan zijn broer, omdat de wet eiste dat de oudste zoon hem zou opvolgen. Ook was Michail juridisch uitgesloten van opvolging door het trouwen met een gescheiden vrouw die niet van adel was. Toen het bekend werd dat Michail de nieuwe tsaar zou worden, leidde dat tot grote demonstraties tegen de monarchie. Grootvorst Michail weigerde daarop de kroon.

## Gevolgen
De val van de monarchie werd met vreugde onthaald door het merendeel van de bevolking van het Russische Rijk. In de gebieden van etnische minderheden werden naast rode vlaggen ook nationalistische vlaggen opgehangen, zoals in Helsinki, Kiev en Tbilisi. Volgens de volkstelling van 1897 vormden de etnische Russen ongeveer 44% van de bevolking van het Russische Tsarenrijk. In bijna elke stad waren er religieuze processies, republikeinse toespraken en feesten waar het einde van de monarchie werd gevierd. Aan het front werd er ook feest gevierd en op slagschepen werden rode vlaggen gehesen en de Marseillaise werd gespeeld.
Op het platteland waar veel etnische Russen woonden, werd het nieuws van het einde van de monarchie iets minder gevierd. Voornamelijk oude boeren zagen het afzetten van de tsaar als een religieuze zonde. Een ooggetuige vertelde dat in een dorp de boeren zich verzamelden in de kerk waar zij allen huilden. Anderzijds waren er dorpen met etnische Russen waar grote republikeinse feesten werden gevierd en waar God werd bedankt voor de val van de tsaar met religieuze processies ter ere van de Februarirevolutie. Nadat de gehate landhoofden waren afgezet door de Voorlopige Regering leidde dat tot een positievere houding tegenover de val van de monarchie op het platteland.
Na de revolutie was de Voorlopige Regering grotendeels afhankelijk van de Petrogradse Sovjet en andere sovjets. De Voorlopige Regering begon voorbereidingen voor de verkiezingen van de Constituante. Onder de Voorlopige Regering was Rusland de facto een republiek, maar de jure was het noch een monarchie, noch een republiek. De Constituante moest bepalen wat de staatsvorm van Rusland zou worden. Door de Oktoberrevolutie van 1917 werd de Voorlopige Regering afgezet door de bolsjewistische communisten.